# Obelisco de Luxor
O Obelisco de Luxor (em francês:Obélisque de Louxor) é um milenar obelisco egípcio de 23 metros de altura colocado no centro da Praça da Concórdia, retirado do Templo de Luxor.

## História

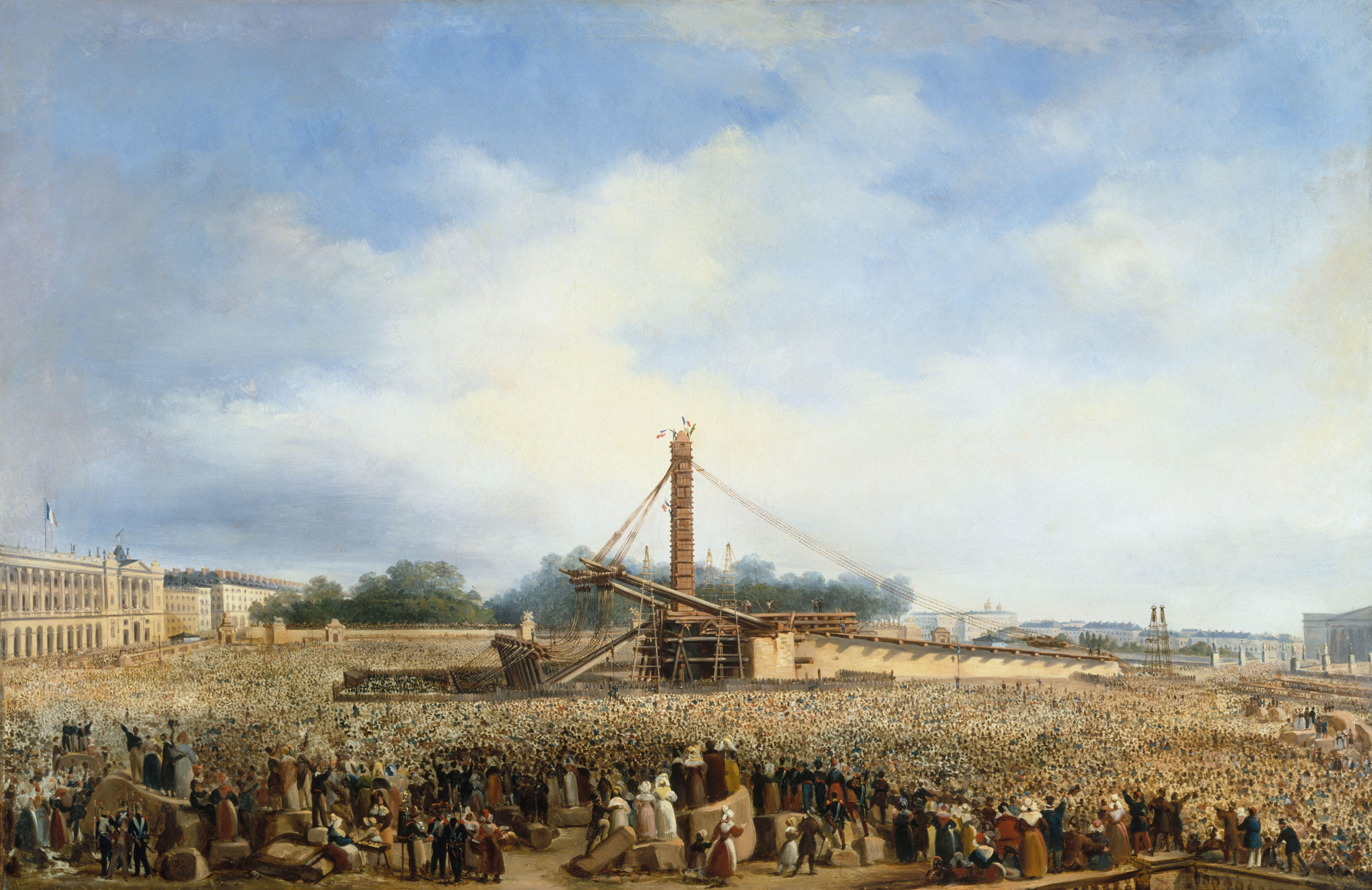
Pintura que retrata a colocação do Obelisco.

O obelisco de 3 300 anos de existência marcava a entrada do imponente Templo de Luxor e mais tarde o vice-rei do Egito, Mehmet Ali, ofereceu dois obeliscos ao povo francês em 1829. Porém somente um deles chegou a França devido à tecnologia da época.

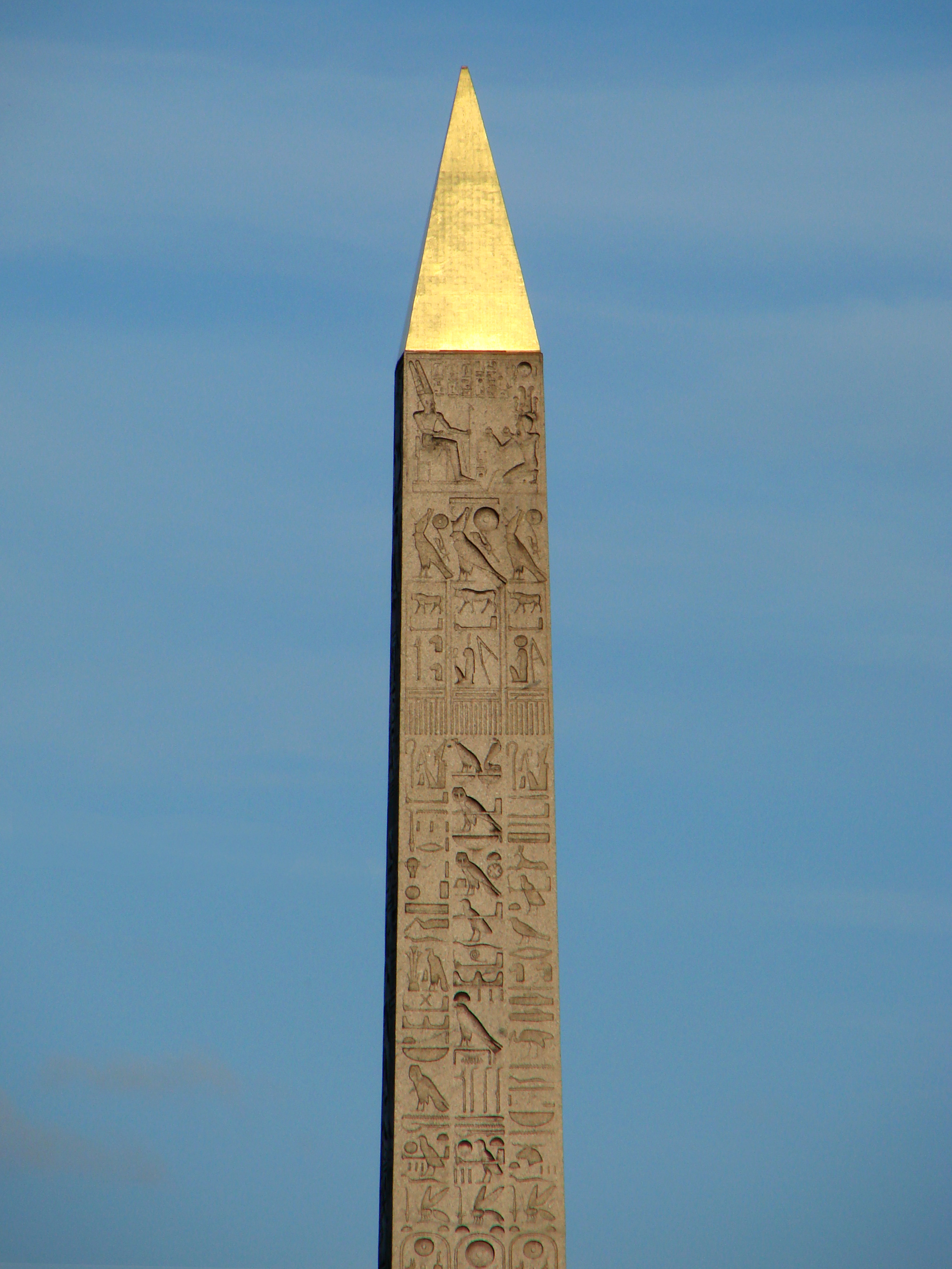
Detalhe do Obelisco de Luxor.

O obelisco chegou em Paris em 21 de dezembro de 1833. Três anos depois em 25 de outubro de 1836, o rei Luís Filipe colocou-o no centro da Praça da Concórdia, no local antes ocupado pela guilhotina durante a Revolução Francesa. Foi erguido pelo arquiteto Apollinaire Lebas, com a ajuda de máquinas de elevação semelhantes às utilizadas no projeto de Bernini.
Diz-se que o rei e a família real não apareceram em público até o dia da inauguração do obelisco, em decorrência da má fama que o rei exercia entre os populares daquele período.

## Características
Feito a partir de granito rosa extraído de Assuão, o obelisco de Luxor possui aproximadamente 23 metros de altura e 230 toneladas. É decorado com centenas de hieróglifos referentes ao Faraó Ramessés II.

## Informações
- Em 1990, o outro obelisco foi oficialmente devolvido aos egípcios pelo presidente François Mitterrand.
- Em 1 de dezembro de 1993 uma organização não-governamental que luta contra a AIDS pôs um preservativo gigante no Obelisco.[1]
- Em 2000 o alpinista urbano Alain Robert conseguiu escalar o Obelisco e chegou até o topo dourado.